# Aschau im Zillertal
Aschau im Zillertal é um município da Áustria, situado no distrito de Schwaz, no estado do Tirol. Tem 20,23 km² de área e sua população em 2019 foi estimada em 1.845 habitantes.